# Syllepte escuintalis
Syllepte escuintalis là một loài bướm đêm trong họ Crambidae.